# Josep Maria Cuyàs i Tolosa
Josep Maria Cuyàs i Tolosa (Badalona, 1904-1992) fou un historiador autodidacta, dedicat en exclusivitat a estudiar la història de Badalona.

## Biografia
Cal remarcar primerament, que tot i ser conegut per la seva tasca en matèria arqueològica i en la recerca històrica badalonina, no tingué mai llicenciatura o títol acadèmic d'arqueologia o història. En realitat Cuyàs fou durant 50 anys oficinista a l'empresa Cros i n'arribà a ser apoderat. Fou el darrer representant d'una escola anomenada "dels estudiosos" sobre Badalona, per a deixar pas posteriorment la dels professionals, molts dels quals continuen la seva tasca al Museu de Badalona actualment. Amb tot, la seva falta d'estudis no fou un impediment per a realitzar una ingent tasca sobre investigació de la ciutat i amb això aconseguí que la localitat conservés la seva pròpia història. A més a més aquesta manca de títol tampoc el preocupà mai tal com ell afirmà: "[…] siempre me he limitado a Badalona y mi tarea ha sido la de recoger documentos y datos, y ordenarlos. He recorridos parroquias, también las casas de payés[...]". No tractà mai sobre temes més enllà de Badalona i del seu àmbit territorial més immediat.
De molt jove començà a interessar-se per l'arqueologia i per tenir més coneixement sobre Badalona; fou col·laborador en aquest sentit de mossèn Gaietà Soler, el primer investigador racional del passat de Badalona. Als 16 anys publicava a El Eco de Badalona el seu primer article sobre matèria arqueològica i el 1925 fundava amb un grup d'amics l'Agrupació Excursionista de Badalona, entre ells Joaquim Font i Cussó. Aquests estudiosos iniciaren durant la dècada dels 30 un ampli treball sobre restes ibèriques, romanes i també recorregueren les masies badalonines; l'any 1933 l'Agrupació fundava el seu propi museu.
Després de la guerra, Cuyàs reprengué les excavacions en l'àrea de Baetulo, però ho hagué de fer de manera discreta aprofitant permisos d'obra fins a 1954. A partir de llavors, davant la gran manca de professionals en matèria històrica i arqueològica, Josep de Calassanç Serra i Ràfols el nomenà Comissari d'Excavacions locals de Badalona, podent continuar així de forma més oficial la seva tasca en les excavacions i augmentant-ne la plantilla. Cada cop més les excavacions esdevingueren més nombroses i les seves restes més importants, malgrat la tendència individualista de Cuyàs, encara hagué d'augmentar més la seva plantilla d'excavació, amb Jacint Dunyó en la planimetria i en excavacions, com a col·laborador de Comissaria; Joan Abril com a restaurador; finalment a Josep Maria Padrós com ajudant d'excavacions i encarregat de la secretaria provincial sota el Baró d'Esponellà i Serra i Ràfols.
El 1955, justament quan se celebrà la VIII Assemblea Provincial d'excavacions arqueològiques, Cuyàs i Tolosa havia fet la troballa de les termes de Baetulo, en un estat de conservació que resultava impossible soterrar-les o ignorar-les per part de les autoritats. Representà també el suport oficial total a Cuyàs en arqueologia local, tot i que no sempre fou respectada per Serra i Ràfols. Aquell mateix any es posà la primera pedra de l'actual Museu de Badalona (inaugurat oficialment el 1966), obra del qual Cuyàs se'n sentí més satisfet i que, a més, n'esdevingué el primer director. Un any abans de l'assemblea ja havia sorgit el projecte d'una escola d'arqueologia radicada a Can Sent-romà, propietat del Baró d'Esponellà. S'hi crearen unes sales de catalogació de ceràmica i més endavant un museu-biblioteca.
Com s'ha esmentat, Cuyàs es dedicà en exclusiva a l'estudi de Badalona. Encara que la seva vessant arqueològica fou important, la més destacada fou l'arxivística. En aquest camp, un dels estudis més destacats és la recopilació de dades sobre els documents parroquials de Santa Maria, que finalitzà casualment uns dies abans de la crema de l'església el 1936. També, després de retirar-se com a director del Museu de Badalona, als 65 anys, la seva tasca no es va acabar sinó que es dedicà a recórrer tots els arxius de Barcelona i també els d'altres pobles. Així doncs, per exemple, visità l'Arxiu de la Corona d'Aragó on trobà el Dietari de Sant Jeroni de la Murtra, el qual mostra la història del monestir des de 1416 fins a 1600.
Rebé la medalla d'or de la ciutat de Badalona i la del Mèrit Cultural en categoria d'or de la Diputació de Barcelona per la seva tasca en la recerca sobre la història de Badalona. L'any 2011 fou inclòs en la llista La Nissaga catalana del món clàssic, que descriu tota una sèrie de personatges que han dedicat atenció al món clàssic, en un sentit ampli, no sols en matèria històrica, però d'entre els 165 escollits s'hi trobà Cuyàs.

## Obres
Fou autor de nombrosos articles de premsa local sobre temes d'història i també de diversos llibres, entre els quals destaca Història de Badalona, obra de set volums publicada entre 1975 i 1981, que no sortí mai al mercat perquè no rebé cap mena de subvenció sinó que es sufragà mitjançant subscripcions. L'obra abraça un gran lapse de temps des de la prehistòria fins a 1936. Cuyàs no gosà tractar més enllà perquè creia que les coses encara eren massa recents, malgrat tenir moltes dades al respecte. Cal esmentar també llur magnífica obra de recopilació de fons documentals i d'imatges antigues, els quals el Museu de Badalona conserva avui dia en l'arxiu Josep M. Cuyàs i Tolosa.
Les seves obres són les següents:
- El Atentando de Sans: conocido vulgarmente por: "Els lladres del pou" (1930?)
- La Badalona del segle divuitè (1936)
- Apuntes monográficos sobre San Anastasio mártir: co-patrón de nuestra ciudad (1941)
- Notas históricas de la parróquia de Santa María de Badalona (1942)
- Resumen histórico del monasterio de San Jerónimo de la Murtra (1943)
- Apuntes sobre la marina y pesca de Badalona (1945)
- Badalona y el carril de Mataró (1948)
- La "Missió" del padre Claret en Badalona (1952)
- La Romana Baetulo capital de la Layetania (1966)
- Llibre V dels actes capitulars del Monestir de Sant Geroni de la Murtra (1966)
- Costumbres del Monasterio de San Jerónimo de la Murtra (1973)
- Història de Badalona (1975-1982) El primer volum es divideix en dos capítols: la geologia de Badalona i una ressenya biogràfica de tots els autors que han tractat la història badalonina, i transcriu algun dels seus fragments. Els volums segon i tercer estan dedicats a la prehistòria i l'antiguitat, moltes de les dades que hi inclou són fruit de les seves pròpies excavacions arqueològiques. Del volum quart al sisè abasten des del segle viii fins al segle xviii i, finalment, en el darrer volum s'ocupa del segle xix i xx, fins a l'any 1936, tot just iniciar-se la Guerra Civil Espanyola.[6] Va decidir no anar més enllà d'aquest any perquè malgrat tenir nombroses dades sobre el període, en aquell moment tot encara estava massa viu com per tractar-ho.[7]
- Diari de guerra: Badalona 1936-1939 (Museu de Badalona, 2006)